# Tarairí
Tarairí ist eine Ortschaft im Departamento Tarija im Süden Boliviens.

## Lage im Nahraum
Tarairí ist der viertgrößte Ort des Municipio Villamontes in der Provinz Gran Chaco. Die Ortschaft liegt auf einer Höhe von 530 m am rechten, westlichen Ufer des Río Tarairí, der sich neun Kilometer flussabwärts mit dem Río Camatindi zum Río Ihuiraru vereinigt, einem linken Nebenfluss des Río Pilcomayo.

## Geographie
Sechs Kilometer westlich der Ortschaft erstreckt sich die nord-südlich verlaufende Voranden-Kette der Serranía Aguaragüe, die hier Höhen von mehr als 1500 m erreicht. Tarairí liegt in den wechselfeuchten Tropen und weist eine deutliche Trockenzeit in den Monaten Juni bis September auf (siehe Klimadiagramm Villamontes), das Klima ist semihumid.

## Verkehrsnetz
Tarairí liegt in einer Entfernung von 272 Straßenkilometern östlich von Tarija, der Hauptstadt des Departamentos.
Um von Tarija nach Villamontes zu gelangen, folgt man zuerst der Nationalstraße Ruta 1, die von Tarija aus in südöstlicher Richtung führt. Nach acht Kilometern zweigt nach Osten hin die Nationalstraße Ruta 11 ab, die über Junacas Sur, Entre Ríos und  Palos Blancos die Stadt Villamontes nach 243 Kilometern erreicht. Die Ruta 11 führt dann weiter nach Osten über Ibibobo nach Cañada Oruro, der Grenzstation an der Grenze zu Paraguay.
Am Nordrand von Villamontes zweigt die Nationalstraße Ruta 9 in Richtung Santa Cruz in nördlicher Richtung ab und führt vorbei an der Ortschaft Caigua. Vier Kilometer hinter Caigua und einen Kilometer vor der Brücke über den Río Tarairí zweigt eine Landstraße nach Nordwesten von der Ruta 9 ab und erreicht nach weiteren vier Kilometern Tarairí.

## Bevölkerung
Die Einwohnerzahl der Ortschaft ist im vergangenen Jahrzehnt angestiegen:
| Jahr | Einwohner         | Quelle       |
| ---- | ----------------- | ------------ |
| 1992 | keine Detaildaten | Volkszählung |
| 2001 | 496               | Volkszählung |
| 2012 | 553               | Volkszählung |
| 2024 |                   | Volkszählung |